# مديرية ميتشي
مديرية ميتشي هي مديرية من مديريات النيبال. تبلغ مساحتها 8,196 كم². اشتق الاسم من نهر ميتشي.